# Alexandru Scripcenco
Alexandru Scripcenco (Tiraspol, 13 gennaio 1991 – 3 marzo 2023) è stato un calciatore moldavo, di ruolo difensore.

## Carriera

### Club
Cresciuto nelle giovanili dello Sheriff esordisce in prima squadra nella Coppa dei Campioni della CSI del 2009 totalizzando una presenza da titolare. Nel 2009-2010 esordisce nel massimo campionato moldavo e a fine stagione conta 5 presenze in campionato più una in coppa di Moldavia. L'anno successivo le presenze in campionato sono 10, quelle in coppa 4 ed esordisce nella UEFA Champions League.. Si trasferisce all'inizio della Divizia Națională 2011-2012 nel Iskra-Stal dove gioca con più regolarità. Il primo gol nel campionato moldavo lo sigla alla quattordicesima giornata contro il Costuleni

### Nazionale
Ha giocato nelle qualificazioni per gli Europei Under-21 con la maglia della nazionale moldava di categoria.

## Palmarès

### Club

#### Competizioni internazionali
- Coppa dei Campioni della CSI: 1

Sheriff Tiraspol: 2009

#### Competizioni nazionali
- Campionato moldavo: 2

Sheriff Tiraspol: 2009-2010, 2012-2013
- Coppa di Moldavia: 2

Sheriff Tiraspol: 2009-2010
FC Tiraspol: 2012-2013